# Feskiyet El Chaari
Feskiyet El Chaari (arabe : فسقية الشعري) est l'un des bassins médiévaux les plus anciens et les plus importants de la médina de Sfax.

## Localisation
Le bassin se trouve en dehors des murailles, à 300 mètres au nord-ouest de Borj El Ksar, entre la route d'El Aïn et la route d'El Afran.

## Histoire
Selon l'archéologue Ali Zouari, le monument tire son nom d'un porteur d'eau de la famille El Chaari qui ramenait de l'eau pour la mosquée Bou Chouaïcha.
Il est considéré comme le plus ancien bassin de Sfax : il a été construit aux alentours du IXe siècle sous le règne des Aghlabides. Sa fonction principale était de collecter les eaux des anciennes vallées, telles que la vallée Qanatir (وادي القناطير), afin que les caravanes passant par Sfax puissent les utiliser.

## Architecture
L'architecture de Feskiyet El Chaari est inspirée de celle des bassins des Aghlabides à Kairouan. Il se compose de deux petits bassins dont le petit a un diamètre de huit mètres et filtre l'eau qui est stockée dans le grand bassin (vingt mètres de diamètre).
Selon la culture populaire, le bassin est muni d'une allée souterraine qui mène à une maison sur l'impasse El Fantasia, près de la mosquée Bou Chouaïcha.